# Hrabstwo DeKalb (Georgia)

Piramida wieku hrabstwa

Hrabstwo DeKalb (ang. DeKalb County) – hrabstwo w stanie Georgia w Stanach Zjednoczonych. Według spisu w 2020 roku liczy 764,4 tys. mieszkańców i z 1100 os./km² jest najgęściej zaludnionym hrabstwem Georgii. Jest częścią obszaru metropolitalnego Atlanty i swoim zasięgiem obejmuje 10% miasta Atlanta. Jego siedzibą administracyjną jest miasto Decatur.

## Geografia

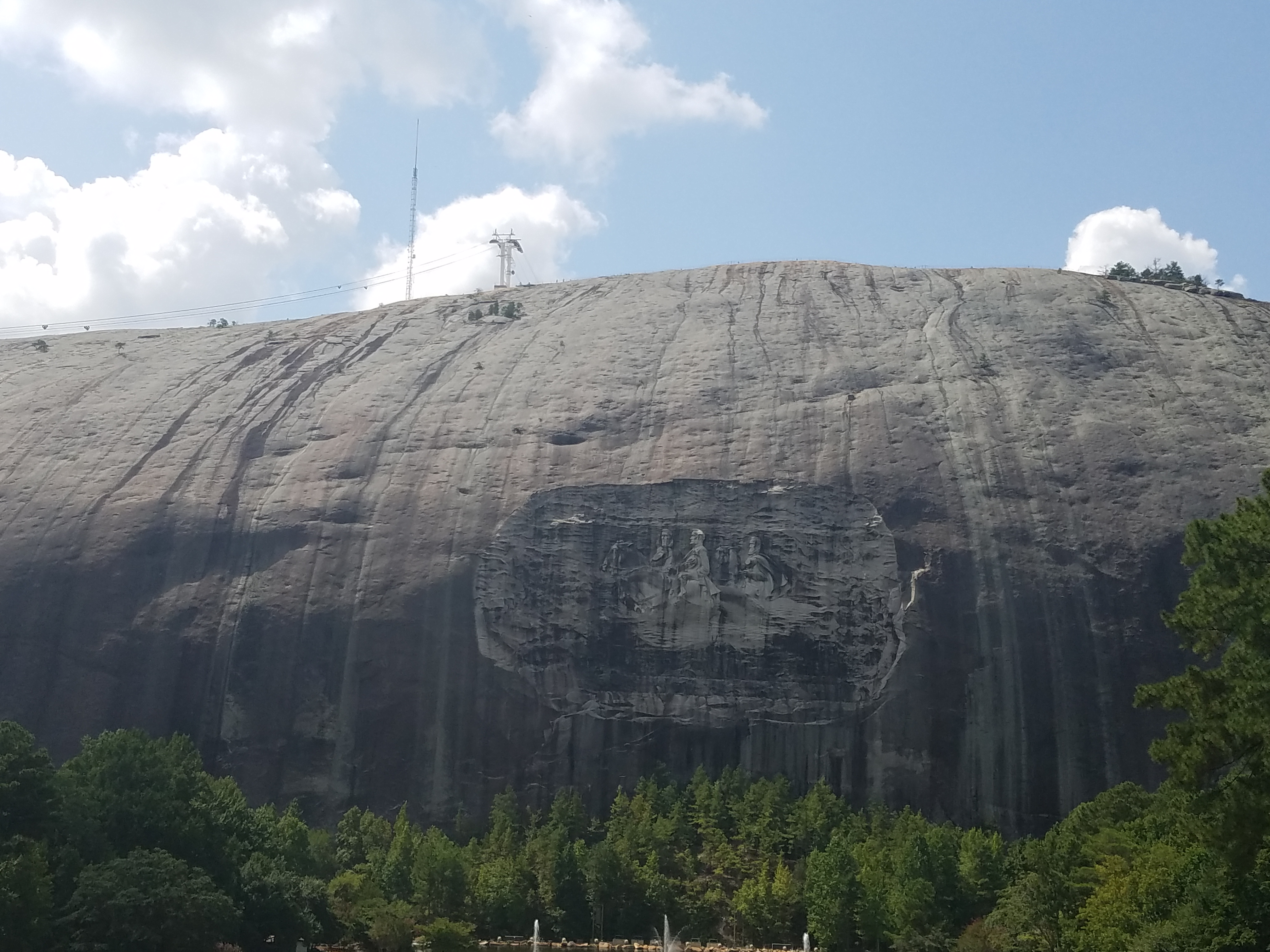
Największa na świecie rzeźba znajduje się na zboczu Stone Mountain. Przedstawiono na niej postacie prezydenta Konfederacji Jeffersona Davisa, generałów Stonewalla Jacksona i Roberta E. Lee

Całkowita powierzchnia wynosi 702 km². Z tego 7 km² (1.00%) stanowi woda.
Znajdują się tu m.in. rzeki: Nancy Creek, Peachtree Creek oraz Chattahoochee River. Ujście tej ostatniej znajduje się na Florydzie nad Zatoką Meksykańską.
Największą atrakcją jest Stone Mountain.

### Sąsiednie hrabstwa
- Hrabstwo Gwinnett – północ
- Hrabstwo Rockdale – wschód
- Hrabstwo Henry – południe
- Hrabstwo Clayton – południowy zachód
- Hrabstwo Fulton – zachód

### Miasta
- Atlanta (niewielki wschodni fragment)
- Stonecrest
- Brookhaven
- Dunwoody
- Tucker
- Chamblee
- Decatur
- Clarkston
- Doraville
- Stone Mountain
- Avondale Estates
- Lithonia
- Pine Lake

### CDP
- Belvedere Park
- Candler-McAfee
- Druid Hills
- Gresham Park
- North Atlanta
- North Decatur
- North Druid Hills
- Panthersville
- Redan
- Scottdale

## Historia
Powstało w 1822 roku z fragmentów hrabstw: Henry, Gwinnett i Fayette. Nazwane na cześć Johanna de Kalba, niemieckiego generała majora (odpowiednik polskiego generała brygady) walczącego w amerykańskiej rewolucji. W 1853 powstało hrabstwo Fulton poprzez secesję z DeKalb. Przyczyną była rosnąca w siłę  Atlanta. Na terenie hrabstwa DeKalb odbyła się Bitwa pod Atlantą podczas wojny secesyjnej. W 1915 roku w Stone Mountain odbyła się reaktywacja Ku Klux Klanu. Do lat sześćdziesiątych XX wieku był to region rolniczy. Płaskorzeźba Stone Mountain przyczyniła się do wzrostu liczby mieszkańców.

## Demografia
W latach 2010–2020 populacja hrabstwa wzrosła o 10,5% do 764,4 tys. mieszkańców. Według danych z 2020 roku, 53,3% mieszkańców stanowili czarnoskórzy Amerykanie lub Afroamerykanie, 33,5% ludność biała (29,1% nie licząc Latynosów), 6,2% to Azjaci, 4,4% miało rasę mieszaną, 0,9% to rdzenna ludność Ameryki i 0,07% pochodziło z wysp Pacyfiku. Latynosi stanowili 8,4% ludności hrabstwa.
Poza osobami pochodzenia afroamerykańskiego, do największych grup w hrabstwie należą osoby pochodzenia „amerykańskiego” (6,0%), angielskiego (5,5%), afrykańskiego subsaharyjskiego (5,1%), niemieckiego (4,9%), irlandzkiego (4,2%) i meksykańskiego (4,1%).
Mimo że większość mieszkańców hrabstwa to osoby czarnoskóre lub Afroamerykanie, w miastach takich jak Decatur, Brookhaven, Dunwoody większość stanowią białe społeczności nielatynoskie. Nieco ponad połowę mieszkańców Doraville stanowią Latynosi.

## Religia
W 2020 roku największą grupą religijną w hrabstwie są protestanci (głównie wspólnoty baptystyczne, metodystyczne i ewangelikalne bezdenominacyjne – każda z tych grup obejmuje ponad 5% populacji). Inne obecne religie, to: Kościół katolicki (9,3%), muzułmanie (2,8%), prawosławni (1,1%), świadkowie Jehowy (0,91%), żydzi, buddyści, mormoni, hinduiści, bahaiści i uniwersaliści unitarianie.

## Polityka
Hrabstwo DeKalb jest silnie demokratyczne, gdzie w 2021 roku siedmioosobowa Rada Komisarzy w całości należy do Partii Demokratycznej. W wyborach prezydenckich, w 2020 roku 83,1% głosów przypadło dla Joe Bidena, w porównaniu do 15,7% oddanych na Donalda Trumpa.